# ハワード・クロスビー・ウォーレン

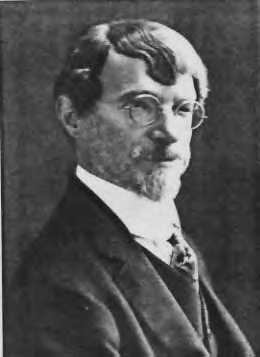
ハワード・クロスビー・ウォーレン

ハワード・クロスビー・ウォーレン（英語:Howard Crosby Warren、1867年 - 1934年）は、アメリカの心理学者。古い書物では「ホワァド・ワレン」や「ワレン」など表記揺れが存在する。
「実験心理学の父」と呼ばれるドイツの心理学者ヴィルヘルム・ヴントの門下生で、プリンストン大学の初代心理学部長を務め、アメリカにおける初期の実験心理学の発展に寄与した。また、先代のエドワード・ソーンダイクの後を受けて1913年から1914年までアメリカ心理学会の第22代会長を歴任した。
1936年に第一回をアメリカの心理学者アーネスト・ウェーバーとチャールズ・ブレイが受賞したハワード・クロスビー・ウォーレン・メダルに名を残す。

## 生涯
1889年にプリンストン大学を卒業後、1891年から留学してライプツィヒ、ベルリン、ミュンヘンの大学で心理学を学んだが、1892年には帰国。「ボールドウィン効果」に名を残す同国出身の心理学者ジェームズ・マーク・ボールドウィンがプリンストン大学の実験心理学研究室を創設することを聞くと、博士号を修得していないにもかかわらず1902年から1917年まで同大学の教授を務めた。また、ボールドウィンと共に雑誌『心理レビュー』の共同編集者としても知られた。
1934年に死亡。主な著書に1935年に出版された『心理学辞典（Dictionary of Psychology）』があり、日本では「YG性格検査」にジョイ・ギルフォードと共に名を残す矢田部達郎によって翻訳された。
1936年からはアメリカの実験心理学における優れた業績をあげた人物に贈られるハワード・クロスビー・ウォーレン・メダルに名を残している。

## 著書
- 『Introduction to Psychology』（1911年）
- 『Human Psychology』（1920年）
- 『A History of the Association Psychology』（1921年）
- 『Elements of Human Psychology』（1922年）
- 『心理学辞典（Dictionary of Psychology）』（1935年）